# Haliotis sorenseni
Espèce
Haliotis sorenseni est une espèce de mollusques gastéropodes appartenant à la famille des Haliotididae.